# Кандры-Тюмекеево
Кандры-Тюмекеево (баш. Ҡандра-Төмәкәй) — деревня в Туймазинском районе Республики Башкортостан Российской Федерации. Входит в состав Николаевского сельсовета.

## География

### Географическое положение
Расстояние до:
- районного центра (Туймазы): 35 км,
- центра сельсовета (Николаевка): 8 км,
- ближайшей ж/д станции (Кандры): 11 км.

## История
Кандры-Тюмекеево (от гидронима — одноимённого озера и антропонима) первый раз упоминается в 1895 г.: 293 человека при 43 дворах. В 1920 г. в 58 домах проживали 338 башкир и тептярей.

## Население
| 2002 | 2009 | 2010 |
| ---- | ---- | ---- |
| 100  | ↗127 | ↗135 |

Национальный состав
Согласно переписи 2002 года, преобладающая национальность — башкиры (94 %).